# Darry Cowl
Pour les articles homonymes, voir Darricau et Cowl.
André Darricau, dit Darry Cowl, est un acteur, musicien et humoriste français, né le 27 août 1925 à Vittel (Vosges) et mort le 14 février 2006 à Neuilly-sur-Seine (Hauts-de-Seine).
Au départ destiné à une carrière de musicien, auteur et compositeur, il accède à la comédie en étant pianiste-accompagnateur de cabarets. Adoptant un pseudonyme « à l'américaine », il crée un personnage d'ahuri loufoque, au flot de paroles gêné par son bégaiement et son cheveu sur la langue, attributs qui ne vont jamais le quitter. Ses premiers sketchs sur scène et à la télévision le font connaître à l'orée des années 1950.
S'il commence le cinéma par des seconds rôles dans des comédies de petite envergure, Sacha Guitry le remarque et l'engage pour ses deux dernières œuvres, Assassins et Voleurs et Les trois font la paire en 1957. La même année, son premier rôle principal dans Le Triporteur (1957), réunissant près de cinq millions de spectateurs, le propulse au rang de vedette comique. Pendant trois décennies, il tourne jusqu'à cinq films par an. Il en réalise un, Jaloux comme un tigre (1964).
Négligeant des débuts prometteurs, et poussé par le jeu, il participe à d'innombrables films comiques qualifiés de « nanars », à l'exception de quelques comédies mieux jugées de Philippe de Broca, Michel Audiard, Marco Ferreri ou Jean-Pierre Mocky. Il apparaît aussi régulièrement au théâtre dans des pièces de boulevard.
Il aborde plus sérieusement sa carrière à partir des années 1990 en s'impliquant dans des films davantage ambitieux aux registres plus variés, recevant alors un accueil bienveillant. Le Molière du comédien dans un second rôle lui est décerné en 1995 pour deux pièces de Georges Feydeau. Il reçoit en 2001 un César d'honneur pour l'ensemble de sa carrière et en 2004 le César du meilleur acteur dans un second rôle pour Pas sur la bouche d'Alain Resnais.

## Biographie

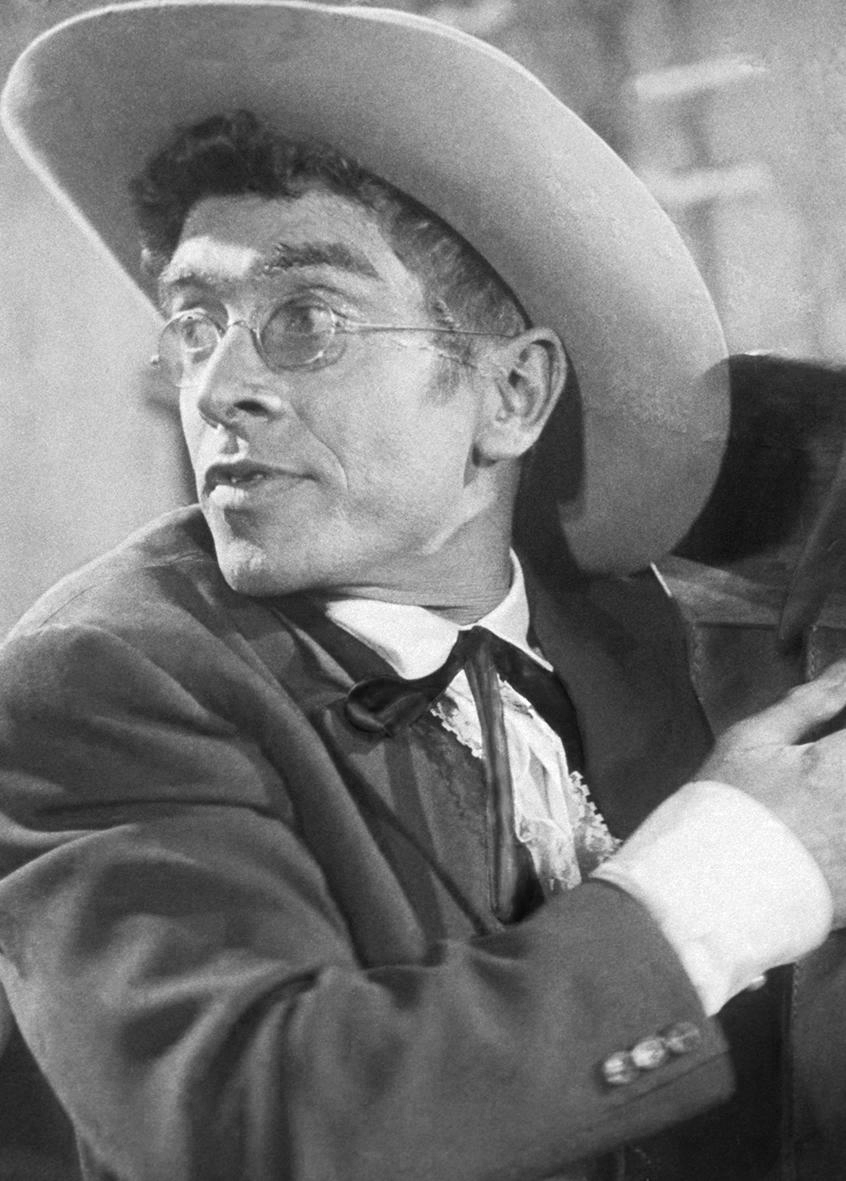
Darry Cowl dans le western parodique italien Les Terreurs de l'Ouest (1964).

André Pierre Darricau est né le 27 août 1925 à Vittel en France, d'un père médecin issu de la haute bourgeoisie basque, et d'une de ses maîtresses. Il n'apprendra sa véritable filiation qu'à l'âge de 10 ans — après la mort de son père — et ne connaîtra jamais l'identité de sa mère biologique ; en effet, soucieuse des convenances, Louise Darricau, l'épouse de son père, avait simulé une grossesse pendant les six mois précédant sa naissance.

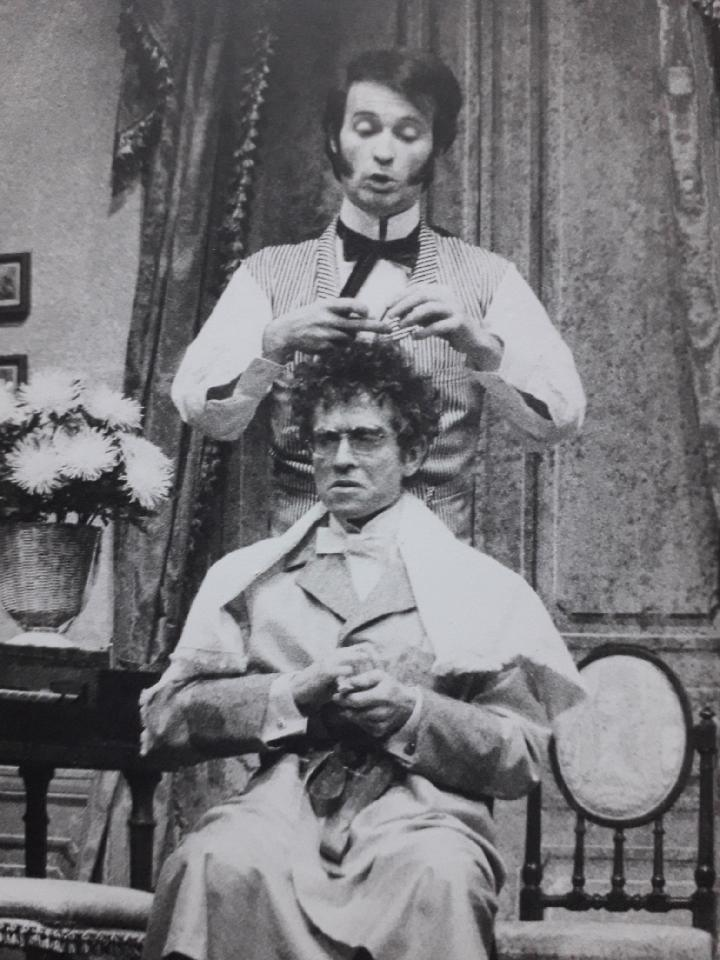
Darry Cowl et Jean Valière sur scène au théâtre de l'Ouest parisien dans Célimare le bien-aimé, à la fin des années 1970.

Sa famille quitte les Vosges vers 1930 pour s'installer à Bordighera, en Italie, où il passe son enfance. Il fait du scoutisme à la 42e Paris (promesse en avril 1939 à Notre-Dame-de-la-Croix de Ménilmontant) et commence à faire bien rire ses camarades en s'essayant sur les planches dans les fêtes de groupe, avec son frère Albert. Excellent élève, il n'en triple pas moins sa classe de seconde du lycée Voltaire à Paris. Après une grave blessure à la hanche en demi-finale du championnat de France de pelote basque, il commence des études musicales (piano et musique classique). Il s'inscrit alors au Conservatoire de Paris pour devenir concertiste, mais est recalé aux examens. Ayant remporté des prix d'harmonie et de composition, et obligé de gagner sa vie, il s'inscrit aux musicales Royalties comme copiste. Il fait la rencontre de Nelly Marcon, et l'épouse le 30 mars 1948, le temps d'une idylle d'un an. Il s'oriente ensuite vers le cabaret, où il devient pianiste-accompagnateur puis met au point son personnage ahuri et zozoteur de « frisotté à lunettes » comme il le désigne lui-même. Affligé d'un bégaiement à la suite d'une frayeur enfantine, il en guérit mais cultive sur scène ce défaut qui fait désormais partie de ses dons de fantaisiste.
Sacha Guitry l'ayant engagé dans Assassins et Voleurs (1957), il se tourne vers le cinéma, où son rôle dans Le Triporteur le rend rapidement célèbre (il n'y prononce qu'une seule fois les mots « petit canaillou », mais cette expression restera associée à jamais à l'acteur). Il apparaît dans d'innombrables comédies, souvent pour assouvir un besoin d'argent découlant d'une passion pour le jeu qu'il reconnaît volontiers.
En 1963, le producteur Jules Borkon le rencontre à Monte-Carlo et lui propose d'écrire, réaliser et interpréter un film. La vedette accepte sans grande envie, dans le seul but d'éponger ses dettes de jeu, et écrit un scénario à la va-vite, tourné et monté en un mois, en dilettante, entouré de tous ses amis comiques Jean Poiret, Michel Serrault, Francis Blanche, Jean Yanne et Jean Richard dans une ambiance d'amusement. Jaloux comme un tigre constitue une semi-échec avec 700 000 entrées et une catastrophe artistique, même si l'affaire est néanmoins rentable pour Borkon,.
Darry Cowl remporte un premier succès au théâtre avec Docteur Glass à la Porte Saint-Martin et donne un nouveau ton à sa carrière avec des films plus ambitieux comme Augustin, roi du kung-fu d'Anne Fontaine. Son dernier rôle est celui d'un enfant adopté dans L'Homme qui rêvait d'un enfant de Delphine Gleize.

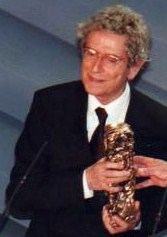
Darry Cowl recevant le César d'honneur des mains de Jean-Claude Brialy lors de la cérémonie de 2001.

Il obtient également le Molière du meilleur second rôle masculin en 1995 et un César d'honneur en 2001. En 2004, lui est attribué le César du meilleur second rôle pour le rôle de Mme Foin dans Pas sur la bouche d'Alain Resnais. En janvier de la même année, la Cinémathèque française lui rend hommage à travers une rétrospective d'une vingtaine de ses films.

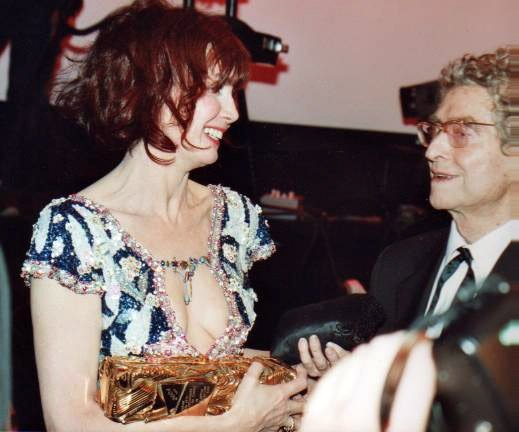
Sabine Azéma tenant le César du meilleur acteur dans un second rôle remporté par Darry Cowl pour Pas sur la bouche à la cérémonie de 2004.

Il se marie avec Rolande Ségur en 1966 et publie plusieurs livres de souvenirs. Il prévoit de faire son retour au théâtre en septembre 2005 aux côtés de Jacques Balutin dans Hold Up, une pièce de Jean Barbier mise en scène par Jean-Luc Moreau, mais son mauvais état de santé l'en empêche.
Il meurt le 14 février 2006 à son domicile de Neuilly-sur-Seine, 4 rue Édouard-Nortier (angle rue de Chézy) des suites d'un cancer du poumon. Il est incinéré au crématorium du cimetière du Père-Lachaise en présence des acteurs Jacques Balutin, Gérard Hernandez, Jean Reno, Bernard Haller, Danièle Évenou, Jackie Berroyer, Édouard Baer, Pierre Mondy et Patrick Chesnais et du chanteur Francis Lalanne ainsi que de son épouse Rolande Ségur et ses cendres sont récupérées par sa famille, avant d'être inhumées au cimetière ancien de Neuilly-sur-Seine (division 12) en septembre.
Depuis 2006, l'association Vive Darry — présidée par son épouse Rolande Kalis et dont le secrétaire général est François Rollin — décerne chaque année le prix Darry Cowl à un talent pluridisciplinaire reflétant l'esprit du comédien,.
Il est évoqué dans le 157e des 480 souvenirs cités par Georges Perec dans Je me souviens.
Il a un petit-fils, le sculpteur Matthieu Robert-Ortis.

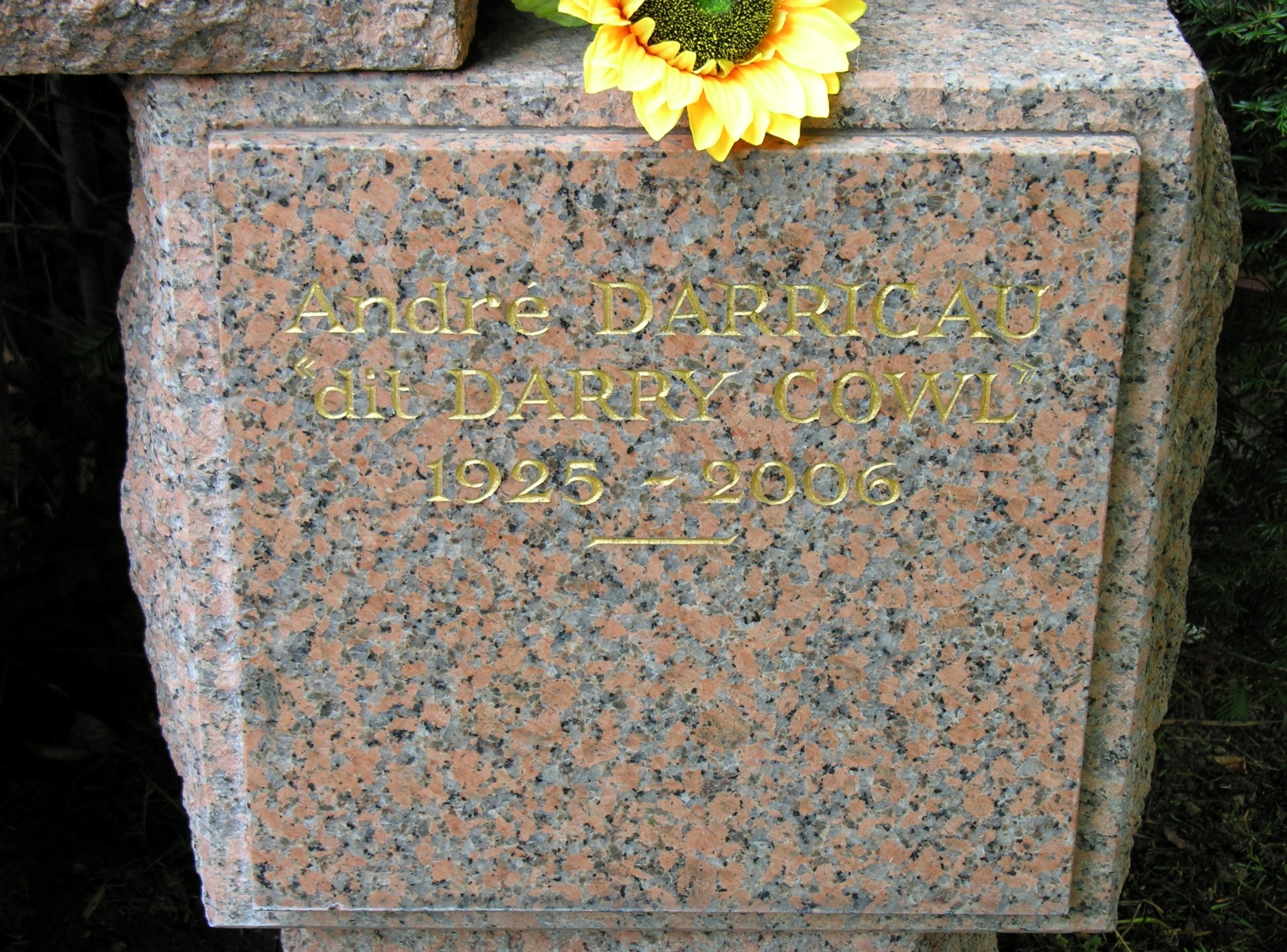
Sépulture de Darry Cowl au cimetière ancien de Neuilly-sur-Seine.

## Publications
- Le Flambeur, Robert Laffont, 1986
- Le Triporteur se livre, Flammarion, 1994
- Débit de paroles, L'Archipel, 1996
- Mémoires d'un canaillou, Éditions no 1, 2005

## Filmographie

### Acteur

#### Cinéma

##### Années 1950
- 1955 : Bonjour sourire de Claude Sautet : Le médecin
- 1955 : Courte tête de Norbert Carbonnaux : Le réceptionniste
- 1955 : Les Duraton d'André Berthomieu : M. Mathieu, le surveillant
- 1955 : Quatre Jours à Paris d'André Berthomieu : L'aviculteur
- 1955 : Paris Canaille de Pierre Gaspard-Huit : Daniel
- 1956 : Fric-frac en dentelles de Guillaume Radot : Le détective amateur
- 1956 : En effeuillant la marguerite de Marc Allégret : Hubert Dumont
- 1956 : Cette sacrée gamine de Michel Boisrond : L'homme à la valise
- 1956 : Ces sacrées vacances de Robert Vernay : Un voisin
- 1956 : Paris, Palace Hôtel d'Henri Verneuil : Jules Hoyoyo
- 1956 : La Joyeuse Prison d'André Berthomieu : Maître Larigo
- 1957 : À pied, à cheval et en voiture de Maurice Delbez : Hubert
- 1957 : Assassins et Voleurs de Sacha Guitry : Jules-Henri Lardenois
- 1957 : Les trois font la paire de Sacha Guitry : Henri Valpreux, le metteur en scène
- 1957 : L'Ami de la famille de Jacques Pinoteau : Pierre Bernicaud
- 1957 : Les Lavandières du Portugal de Pierre Gaspard-Huit : Paul
- 1957 : Le Triporteur de Jacques Pinoteau : Antoine Peyralout
- 1957 : Cinq Millions comptant de André Berthomieu : Philémon
- 1957 : À la Jamaïque de André Berthomieu : Pater Noster
- 1957 : Ce joli monde de Carlo Rim : Gaston
- 1957 : Dites 33 (Totò, Vittorio e la dottoressa) de Camillo Mastrocinque : André, le futur papa
- 1957 : L'amour descend du ciel de Maurice Cam : Dédé
- 1957 : Le Temps des œufs durs de Norbert Carbonnaux : Louis Stainval
- 1957 : Le Naïf aux quarante enfants de Philippe Agostini : Le marchand d'échelles
- 1958 : Sois belle et tais-toi de Marc Allégret : Jérôme
- 1958 : L'École des cocottes de Jacqueline Audry : Gégène
- 1958 : Chéri, fais moi peur de Jacques Pinoteau : Jérôme Lenoir
- 1958 : À pied, à cheval et en Spoutnik de Jean Dréville : Hubert
- 1958 : Archimède le clochard de Gilles Grangier : Arsène
- 1958 : Fumée blonde de Robert Vernay : Émile Gachit
- 1958 : Le Train de 8h47 de Jack Pinoteau (film inachevé)
- 1959 : L'Increvable de Jean Boyer : Hippolyte
- 1959 : Robinson et le Triporteur de Jacques Pinoteau : Antoine Peyralout
- 1959 : Le Petit Prof de Carlo Rim : Jérôme Aubin
- 1959 : Vous n'avez rien à déclarer ? de Clément Duhour : Désiré Labaule
- 1959 : Les Affreux de Marc Allégret : Fernand Mouchette

##### Années 1960
- 1960 : Les Moutons de Panurge de Jean Girault : Charles Renard
- 1960 : Les Pique-assiette de Jean Girault : Édouard
- 1960 : La Française et l'Amour de Michel Boisrond et Henri Decoin : Le docteur Dufieux
- 1960 : Bouche cousue de Jean Boyer: Martin
- 1961 : Un Martien à Paris de Jean-Daniel Daninos : Pierre Dubois
- 1961 : Les lions sont lâchés d'Henri Verneuil : Richard
- 1961 : Les Amours de Paris de Jacques Poitrenaud : Gimenez
- 1961 : Les Fortiches de Georges Combret : Riri et Jojo
- 1961 : Les Livreurs de Jean Girault : Édouard
- 1962 : Tartarin de Tarascon de Francis Blanche et Raoul André : l'homme en panne
- 1962 : Les Bricoleurs de Jean Girault : Félix
- 1962 : Les Veinards, sketch Une nuit avec la vedette de Philippe de Broca : Simon Taquet, l'homme au pyjama
- 1962 : Les Parisiennes, sketch Ella de Jacques Poitrenaud : Hubert Parker
- 1962 : Les Petits Matins (ou Mademoiselle Stop) de Jacqueline Audry : le journaliste
- 1962 : Les Saintes Nitouches de Pierre Montazel : le cambrioleur
- 1963 : L'Abominable Homme des douanes, de Marc Allégret : Campo Santos
- 1963 : le Bon Roi Dagobert de Pierre Chevalier : le bourreau
- 1963 : Striptease de Jacques Poitrenaud : Paul
- 1964 : Les Terreurs de l'Ouest (I Magnifici Brutos del West), de Marino Girolami : Jackson
- 1964 : Déclic et des claques de Philippe Clair
- 1964 : Les Gorilles de Jean Girault : Édouard
- 1964 : Les Combinards de Jean-Claude Roy : Léo
- 1964 : La Bonne Occase de Michel Drach : le polytechnicien
- 1964 : Des pissenlits par la racine de Georges Lautner : Gratiopoulos
- 1964 : Jaloux comme un tigre de Darry Cowl : Henri (également scénariste, dialoguiste et compositeur de la musique du film)
- 1964 : Les Gros Bras de Francis Rigaud : Ludovic
- 1965 : Les Tribulations d'un Chinois en Chine de Philippe de Broca : Biscoton
- 1965 : La Tête du client de Jacques Poitrenaud : L'agent André
- 1965 : Les Baratineurs de Francis Rigaud : César Brandini
- 1965 : Les Bons Vivants, sketch Le Procès de Gilles Grangier : Léonard, l'avocat de la défense
- 1965 : La Bourse et la Vie de Jean-Pierre Mocky : Marquy
- 1966 : Les malabars sont au parfum de Guy Lefranc : Cassius 0001
- 1966 : Le Lit à deux places, sketch La répétition de Jean Delannoy : Le frère de la fiancée (également dialoguiste du sketch)
- 1967 : Le Grand Bidule de Raoul André : Barratier
- 1967 : Ces messieurs de la famille de Raoul André : Albert Pelletier
- 1968 : Salut Berthe ! de Guy Lefranc : Didier
- 1969 : Ces messieurs de la gâchette de Raoul André : Albert
- 1969 : Le Bourgeois gentil mec de Raoul André : Perrugo
- 1969 : Poussez pas grand-père dans les cactus de Jean-Claude Dague : Le docteur Bracque
- 1969 : Bacchanales de José Bénazéraf : Film de montage

##### Années 1970
- 1972 : Elle cause plus, elle flingue de Michel Audiard : Le commissaire Adrien Bondu
- 1973 : La Gueule de l'emploi de Jacques Rouland : Le patron de l'Arquebuse
- 1973 : Ah ! Si mon moine voulait... de Claude Pierson : L'apothicaire
- 1974 : C'est jeune et ça sait tout de Claude Mulot : Le livreur
- 1974 : Y'a un os dans la moulinette de Raoul André : Gaston, le savant
- 1974 : Trop c'est trop de Didier Kaminka : Lucifer
- 1974 : Touche pas à la femme blanche ! (No toccare la donna bianca) de Marco Ferreri : Le major Archibald, le naturaliste
- 1976 : Le Jour de gloire de Jacques Besnard : Le curé
- 1977 : Un oursin dans la poche de Pascal Thomas : Howard Bachs
- 1977 : Arrête ton char... bidasse ! de Michel Gérard : Le colonel Lessard
- 1978 : Général... nous voilà ! de Jacques Besnard : Le père Blanc (également compositeur de la musique du film)

##### Années 1980
- 1980 : les Surdoués de la première compagnie de Michel Gérard : le colonel Boussardon
- 1980 : Voulez-vous un bébé Nobel ? de Robert Pouret : le professeur Joseph Menzano
- 1980 : Les Borsalini de Michel Nerval : Pépé
- 1982 : Le bahut va craquer de Michel Nerval : Le prof de maths
- 1982 : Pour 100 briques t'as plus rien... d'Édouard Molinaro : Le concierge flic
- 1982 : Deux heures moins le quart avant Jésus-Christ de Jean Yanne : Faucuius
- 1982 : Qu'est-ce qui fait craquer les filles... de Michel Vocoret : Le journaliste
- 1982 : On s'en fout, nous on s'aime de Michel Gérard : M. Salvet, le père de Julien
- 1982 : T'es folle ou quoi ? de Michel Gérard : L'écrivain
- 1983 : Ça va pas être triste de Pierre Sisser : Jack Renard, le maire
- 1983 : On l'appelle Catastrophe de Richard Balducci : Le juge d'instruction
- 1983 : Mon curé chez les Thaïlandaises de Robert Thomas : Tête-de-fer, le pirate
- 1984 : Liberté, Égalité, Choucroute de Jean Yanne : Rouget de l'Isle
- 1985 : Le téléphone sonne toujours deux fois de Jean-Pierre Vergne : l'agent de police
- 1986 : Suivez mon regard de Jean Curtelin : le cafetier
- 1987 : Les Saisons du plaisir de Jean-Pierre Mocky : Daniel D.
- 1988 : Une nuit à l'Assemblée nationale de Jean-Pierre Mocky : Kayser

##### Années 1990
- 1991 : Ville à vendre de Jean-Pierre Mocky : Emilio Bingo, l'empailleur
- 1995 : Les Misérables de Claude Lelouch : Le bouquiniste
- 1995 : Ma femme me quitte de Didier Kaminka : Stéphane Lasser
- 1997 : Droit dans le mur de Pierre Richard : Le patient
- 1998 : Augustin, roi du kung-fu d'Anne Fontaine : René

##### Années 2000
- 2002 : Le Nouveau Jean-Claude de Didier Tronchet : Jeff, le chauffeur de taxi
- 2002 : Ah ! si j'étais riche de Michel Munz et Gérard Bitton : Sylvain
- 2003 : Pas sur la bouche d'Alain Resnais : Madame Foin, la concierge
- 2003 : Le Cou de la girafe de Safy Nebbou : Léo
- 2003 : Les Marins perdus de Claire Devers : Falco
- 2004 : Les Dalton de Philippe Haïm : Old timer
- 2005 : La Vie privée de Zina Modiano : M. Mellifou
- 2006 : L'Homme qui rêvait d'un enfant de Delphine Gleize : L'enfant adopté

#### Court-métrage
- 2000 : Scénario sur la drogue - la Purée de Sébastien Dhrey et Simon Lelouch : Le grand-père
- 2005 : Jessie de Henri Garcin

#### Télévision
- 1967 : Au théâtre ce soir : Docteur Glass ou le médecin imaginaire de Hans Weigel, mise en scène Christian Alers, réalisation Pierre Sabbagh, Théâtre Marigny
- 1971 : Au théâtre ce soir : Cash-Cash d'Alistair Foot et Anthony Marriott, mise en scène Michel Vocoret, réalisation Pierre Sabbagh, Théâtre Marigny
- 1972 : Animal Parade : un pélican
- 1980 : Chouette, chat, chien... show de Pierre Samyn
- 1983 : L'Attrapeur (Liebe läßt alle Blumen blühen), de Marco Serafini (de) (téléfilm) : Dr. Combette
- 1983 : Cinéma 16 - téléfilm  Microbidon (série télévisée) : Mathias
- 1988 : Palace de Jean-Michel Ribes (série télévisée) : Service du réveil
- 1989 : Deux hommes dans une valise (téléfilm) : Colin
- 1990 : Le Triplé gagnant (série télévisée) : M.. Deschambaud
- 1991 : Le Gorille (série télévisée) : Titou
- 1997 : Marceeel d'Agnès Delarive (téléfilm) : Dominique
- 2000 : La Surprise de Jean-Philippe Viaud (téléfilm) : Georges Morin
- 2001 : Jalousie de Marco Pauly (téléfilm): François
- 2001 : les P'tits Gars Ladouceur de Luc Béraud (téléfilm) : Humphries
- 2002 : Double Flair de Denis Malleval (téléfilm) : L'ange
- 2003 : Rien ne va plus de Michel Sibra (téléfilm) : Sylvestre
- 2004 : Bien agités ! de Patrick Chesnais (téléfilm) : Le directeur de la banque

### Réalisateur
- 1964 : Jaloux comme un tigre

### Box-office
| Titre                                         | Année | Réalisateur                                      | Entrées           |
| --------------------------------------------- | ----- | ------------------------------------------------ | ----------------- |
| Le Triporteur                                 | 1957  | Jack Pinoteau                                    | 4 865 231 entrées |
| Deux heures moins le quart avant Jésus-Christ | 1982  | Jean Yanne                                       | 4 601 239 entrées |
| Archimède le clochard                         | 1959  | Gilles Grangier                                  | 4 073 891 entrées |
| Cette sacrée gamine                           | 1956  | Michel Boisrond                                  | 4 040 634 entrées |
| À pied, à cheval et en voiture                | 1957  | Maurice Delbez                                   | 3 483 954 entrées |
| En effeuillant la marguerite                  | 1956  | Marc Allégret                                    | 3 296 793 entrées |
| Quatre jours à Paris                          | 1955  | André Berthomieu                                 | 3 175 568 entrées |
| La Française et l'Amour                       | 1960  | Michel Boisrond / Henri Decoin / Christian-Jaque | 3 056 736 entrées |

## Théâtre

### Acteur
- 1953 : Hamlet de Tarascon de Jean Canolle, mise en scène Christian-Gérard, Théâtre La Bruyère
- 1953 : Ne tirez pas... sur le pianiste de Darry Cowl et Christian Duvaleix, Théâtre des Célestins
- 1954 : Si jamais je te pince !... d'Eugène Labiche, mise en scène Georges Vitaly, Théâtre La Bruyère
- 1955 : TTX de Cécil Saint-Laurent et Pierre de Meuse, mise en scène Alice Cocéa, Théâtre des Arts
- 1956 : Le mari ne compte pas de Roger-Ferdinand, mise en scène Jacques Morel, Théâtre Édouard VII
- 1961 : Jean de la Lune de Marcel Achard, mise en scène Pierre Dux, Théâtre des Célestins
- 1965 : Docteur Glass ou le médecin imaginaire de Hans Weigel, mise en scène Christian Alers, Théâtre de la Porte-Saint-Martin,
- 1967 : Docteur Glass ou le médecin imaginaire de Hans Weigel, mise en scène Christian Alers, Théâtre des Célestins
- 1968 : Pic et Pioche de Raymond Vincy, Jacques Mareuil et Darry Cowl, mise en scène Robert Thomas, Théâtre des Nouveautés
- 1969 : Cash-Cash d'Alistair Foot et Anthony Marriott, mise scène Michel Vocoret, Théâtre Fontaine
- 1970 : Cash-Cash d'Alistair Foot et Anthony Marriott, mise scène Michel Vocoret, Théâtre des Célestins
- 1971 : Du côté de chez l’autre d’Alan Ayckbourn, mise scène Jean-Laurent Cochet, Théâtre de la Madeleine, Théâtre des Célestins
- 1972 : Duos sur canapé de Marc Camoletti, mise scène de l'auteur, Théâtre Michel
- 1973 : Duos sur canapé de Marc Camoletti, mise en scène de l'auteur, Théâtre Michel, tournée Herbert-Karsenty
- 1975 : Bichon de Jean de Létraz, mise en scène Michel Vocoret, Théâtre des Célestins, tournée Herbert-Karsenty
- 1978 : Celimare le bien-aimé d'Eugène Labiche, mise en scène Andréas Voutsinás, Théâtre de Boulogne-Billancourt
- 1979 : Les Vignes du seigneur de Robert de Flers et Francis de Croisset, mise en scène Francis Joffo, Théâtre des Célestins
- 1982 : Azaïs de Georges Berr et Louis Verneuil, mise scène René Clermont, Eldorado
- 1984 : Deux hommes dans une valise de Peter Yeldham et Donald Churchill, mise scène Jean-Luc Moreau, Théâtre de la Porte-Saint-Martin
- 1986 : Les Dégourdis de la 11e d'André Mouëzy-Éon, mise en scène Jacques Rosny, Théâtre des Variétés
- 1987 : Y a-t-il un otage dans l'immeuble ? d'Alain Reynaud-Fourton, mise en scène Maurice Risch, Théâtre Daunou
- 1989 : Deux Hommes dans une valise de Donald Churchill et Peter Yeldham, mise en scène Jean-Luc Moreau
- 1989 : Un fil à la patte de Georges Feydeau, mise en scène Pierre Mondy, Théâtre du Palais-Royal
- 1992 : Nina d'André Roussin, mise en scène Bernard Murat, Théâtre de la Gaîté-Montparnasse
- 1993 : Zoo de Vercors, mise en scène Jean-Luc Tardieu, Espace 44 Nantes
- 1994 : On purge bébé et Feu la mère de Madame de Georges Feydeau, mise en scène Bernard Murat, théâtre Édouard VII
- 1996 : La Panne de Friedrich Dürrenmatt, mise en scène Pierre Franck, Théâtre de l'Atelier
- 1997 : La Panne de Friedrich Dürrenmatt, mise en scène Pierre Franck, Théâtre des Célestins
- 1999 : La Surprise de Pierre Sauvil, mise en scène Annick Blancheteau, Théâtre Saint-Georges
- 2002 : Putain de soirée de Daniel Colas, mise en scène de l'auteur, Théâtre du Gymnase Marie Bell

### Metteur en scène
- 1972 : Madame Pauline d'après La Maison de Zaza de Gaby Bruyère, Théâtre des Variétés

## Musiques et chansons
- 1970 : Mon léopard et moi, chanson interprétée par Brigitte Bardot

### Musiques de films
- 1964 : Jaloux comme un tigre de Darry Cowl
- 1967 : le Grand Bidule de Raoul André
- 1967 : Ces messieurs de la famille de Raoul André
- 1969 : Ces messieurs de la gâchette de Raoul André
- 1969 : le Bourgeois gentil mec de Raoul André
- 1973 : Le Concierge de Jean Girault
- 1976 : Le Jour de gloire de Jacques Besnard
- 1976 : Les Mal Partis de Sébastien Japrisot
- 1977 : Arrête ton char... bidasse ! de Michel Gérard
- 1978 : Général... nous voilà ! de Jacques Besnard

## Distinctions
- Molières 1995 : Molière du comédien dans un second rôle dans On purge bébé et Feu la mère de Madame
- César 2001 : César d'honneur
- César 2004 : César du meilleur acteur dans un second rôle pour Pas sur la bouche

### Décorations
- 2006 :  Commandeur de l'ordre des Arts et des Lettres[12]

## Pour approfondir

#### Ouvrages
- Darry Cowl, Mémoires d'un canaillou, Paris, Numéro 1, 2005, 217 p. (ISBN 2-84612-190-7, lire en ligne).
- Rolande Darricau-Kalis, Darry Cowl par ceux qui l'ont aimé, Paris, Riveneuve, 2021, 208 p. (ISBN 978-2-36013-627-8, présentation en ligne).

#### Articles
- Antoine de Baecque, « Cowl back », Interview, sur liberation.fr, Libération, 9 janvier 2004 (consulté le 21 juillet 2023).
- « Le cas Cowl », sur lemonde.fr, Le Monde, 24 décembre 2003 (consulté le 21 juillet 2023).
- Philippe Pelletier, « Darry Cowl », sur cinéartistes.com, 14 juin 2022 (consulté le 21 juillet 2023).
- Propos de Darry Cowl recueillis par Christophe Carrière, « Darry Cowl aimerait bien être acteur. Heureux (à juste titre) de sa prestation dans Augustin, roi du kung-fu, d'Anne Fontaine, il considère qu'il fait enfin du cinéma et dresse son CV en vue d'autres propositions intéressantes. », Première no 270, Hachette Filipacchi Associés, Levallois-Perret, septembre 1999, p. 150,  (ISSN 0399-3698)
- Christian Berger, « Nécrologie des personnalités disparues en 2006 : Darry Cowl », in L'Annuel du Cinéma 2007, éditions Les Fiches du cinéma, Paris, 2006, 752 p., p. 735,  (ISBN 978-2-902-51614-8)
- « Darry Cowl », Les acteurs connotés, sur Nanarland, 2006 (consulté le 21 juillet 2023).